# Gustav Alexander
Gustav Bernhard Franck Alexander (Chorlton-cum-Hardy, Gran Manchester, 20 de setembre de 1881 – Little Kimble, Buckinghamshire, 5 de desembre de 1967) va ser un jugador de lacrosse anglès que va competir a primers del segle xx. El 1908 va prendre part en els Jocs Olímpics de Londres, on guanyà la medalla de plata en la competició per equips de Lacrosse, com a membre de l'equip britànic.